# Abdelkader Benali
Abdelkader Benali (Ighazzazen, Marokko, 25 november 1975) is een Marokkaans-Nederlandse schrijver en tv-presentator.

## Biografie

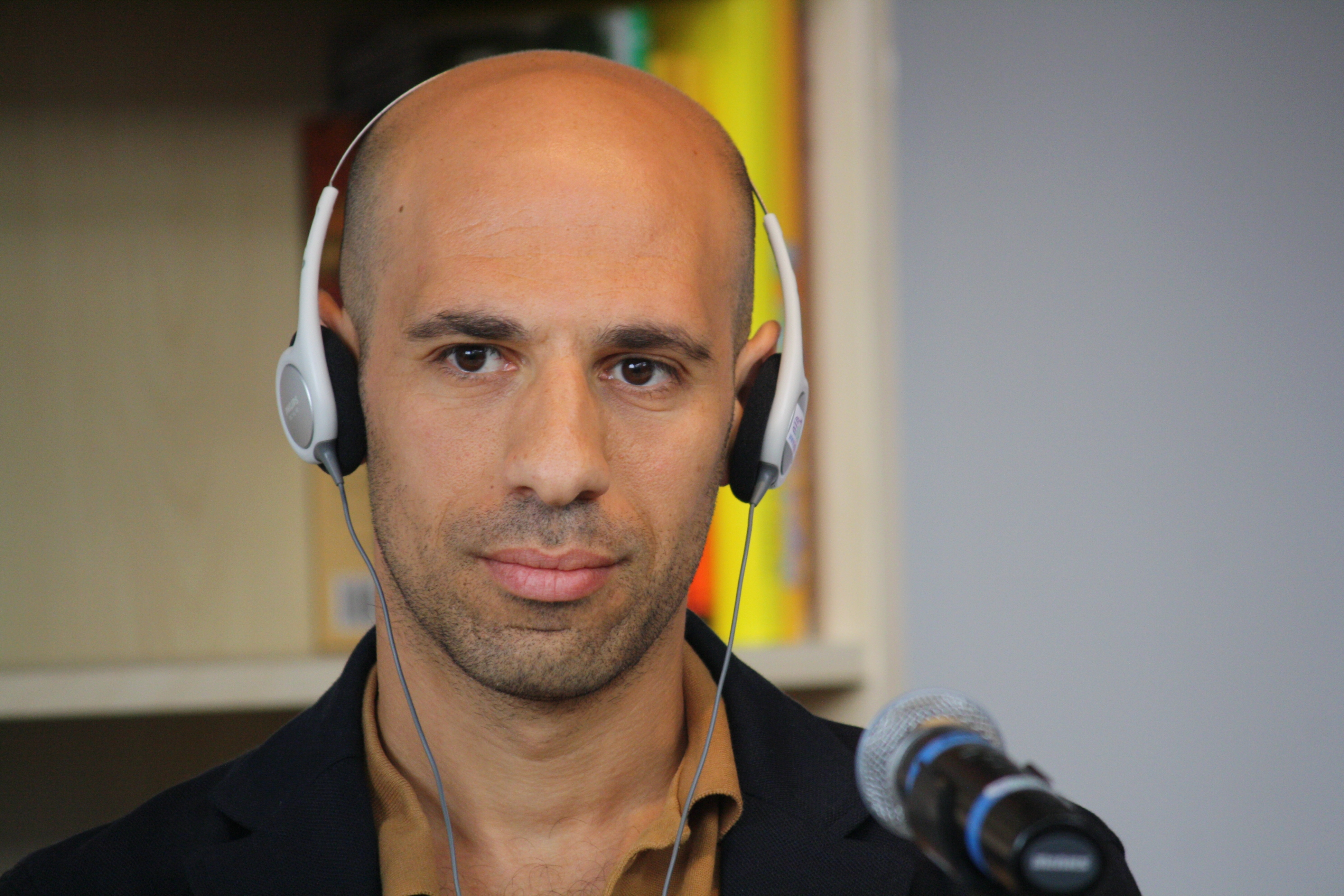
Benali (2011)

Benali werd geboren in Marokko en kwam op vierjarige leeftijd naar Rotterdam. Later verhuisde hij naar Amsterdam. Benali schrijft behalve romans en toneel ook artikelen en recensies voor onder meer Algemeen Dagblad, de Groene Amsterdammer, Esquire, de Volkskrant, Passionate Magazine en Vrij Nederland. Hij schrijft tweewekelijks columns voor de Kanttekening en Trouw. Voor zijn romandebuut Bruiloft aan zee werd hij in 1997 genomineerd voor de Libris Literatuur Prijs, die hij in 2003 kreeg voor zijn tweede roman, De langverwachte. Abdelkader is kernlid van de Sociaal Creatieve Raad.
Tijdens de Israëlisch-Libanese Oorlog in 2006 verzorgde Benali voor Vrij Nederland een weblog vanuit Libanon, waar hij bij het uitbreken van de oorlog toevallig verbleef. In 2010 trok hij met Jan Mulder in het programma Wereldkampioen van Afrika door Afrika in aanloop naar het wereldkampioenschap in Zuid-Afrika.
Benali presenteerde in het voorjaar van 2010 het NPS-programma De schrijver en de stad. In 2011 volgde een zesdelige serie Benali Boekt waarin Abdelkader Benali bekende Nederlandse schrijvers interviewde: Ramsey Nasr, Leon de Winter, Doeschka Meijsing, Tommy Wieringa, Thomas Rosenboom, Connie Palmen. In het tweede seizoen (2012) stonden centraal: Jan Wolkers, Maarten 't Hart, Tim Krabbé, Tessa de Loo, Anna Blaman en J. Bernlef.
In 2016 trad Benali samen met zijn vrouw en dochter op in de tv-serie Chez Benali. De serie werd gebracht als 'een culinair-historische ontdekkingsreis' door het geboorteland van Benali.
Benali bekleedde in het najaar van 2017 gedurende ruim twee maanden de functie van 'Cultural Professor' aan de Technische Universiteit Delft. Met dit gastdocentschap wilde de universiteit een brug slaan tussen technologie en kunst. In 2018 was Benali voorzitter van de jury voor de Libris Literatuur Prijs 2018.
Benali schreef het essay voor de Maand van de Geschiedenis 2020 (oktober), met als thema 'Oost/West', Reizigers van een nieuwe tijd - Jan Janszoon, een Nederlandse piraat in Marokkaanse dienst. In 2024 volgt er een vierdelige documentaire onder de titel Jan Janszoon, Piraat van de wereld waarbij Benali de verteller is.
In 2021 werd Benali gevraagd voor het Nationaal Comité 4 en 5 mei om een lezing te verzorgen op 4 mei. Nadat kwetsende uitspraken uit 2006 van Benali over Joden waren opgedoken en daarover ophef was ontstaan, trok hij zich terug. In 2022 werden twee van oorspronkelijk drie verzen van hem geplaatst als muurgedicht in Amsterdam Nieuw-West.
In 2023 maakte Benali als juryvoorzitter de winnaars bekend van de Woutertje Pieterse Prijs 2023. Dit gebeurde op 8 april in het radioprogramma De Taalstaat dat voor die gelegenheid "De Kindertaalstaat" werd genoemd.

## Theaterprogramma's
- 2017: Brief aan mijn dochter, samen met Lavinia Meijer
- 2019: Kalief van Nederland

## Onderscheidingen
| jaar | prijs                       | boek                    |
| ---- | --------------------------- | ----------------------- |
| 1997 | Geertjan Lubberhuizenprijs  | Bruiloft aan Zee        |
| 2002 | Mr. H.G. van der Vies-prijs | Yasser                  |
| 2003 | Libris Literatuur Prijs     | De Langverwachte        |
| 2009 | E. du Perronprijs           | De stem van mijn moeder |
| 2020 | Gouden Ganzenveer           |                         |

## Privé
Benali is gehuwd en heeft twee dochters.